# Tom McGowan
Tom McGowan (Belmar, 26 juli 1959) is een Amerikaans acteur.

## Biografie
McGowan doorliep de high school aan de St. Rose High School in Belmar en haalde in 1977 zijn diploma. Hierna studeerde hij verder aan de Hofstra-universiteit in Hempstead (New York) en aan de Yale School of Drama, een onderdeel van de Yale-universiteit in New Haven (Connecticut). Aan de Yale School of Drama haalde hij in 1988 zijn master of fine arts.
McGowan is getrouwd en heeft een zoon (1992) en een dochter (1995).

## Filmografie

### Films
Uitgezonderd korte films.
- 2020 One Royal Holiday - als Ed Jordan
- 2016 She Loves Me - als Sipos
- 2016 The Family Lamp - als sergeant
- 2015 Freeheld - als William Johnson
- 2011 Swallow - als dr. Bosenberg
- 2009 Just Peck – als mr. Kuhner
- 2005 12 and Holding – als Patrick Fisher
- 2004 After the Sunset – als Ed
- 2004 Dog Gone Love – als Bill
- 2003 Bad Santa – als Harrison
- 2001 Ghost World – als Joe
- 2000 The Family Man – als Bill
- 1999 True Crime – als Tom Donaldson
- 1997 As Good as It Gets – als Maitre 'D
- 1997 Gold Around the Heart – als wapenwinkel man
- 1997 Bean: The Ultimate Disaster Movie - als Walter Merchandise
- 1996 The Birdcage – als Harry Radman
- 1995 Heavy Weights – als Pat Finley
- 1994 Mrs. Parker and the Vicious Circle – als Alexander Woollcott
- 1993 Searching for Bobby Fischer – als verslaggever
- 1993 Sleepless in Seattle – als Keith
- 1992 Captain Ron – als Bill
- 1992 The Last of the Mohicans – als Rich Merchant

### Televisieseries
Uitgezonderd eenmalige gastrollen.
- 2017 The Good Fight - als Jax Rindell - 5 afl.
- 2005-2007 The War at Home – als Joe – 11 afl.
- 1996-2004 Everybody Loves Raymond – als Bernie Gruenfelder – 17 afl.
- 1998-2004 Frasier – als Kenny Daly – 42 afl.
- 1999-2000 ER – als Joe Bernero – 2 afl.
- 1996-1997 Sabrina, the Teenage Witch – als schoolhoofd Larue – 3 afl.
- 1996 The Show – als George Hart – 4 afl.
- 1994 Monty – als Clifford Walker – 13 afl.
- 1992-1993 Down the Shore – als Eddie Cheever – 29 afl.

## Theaterwerk opBroadway
- 2019 Kiss Me, Kate - als tweede man - musical (understudy)
- 2016 She Loves Me - als Ladislav Sipos - musical (understudy)
- 2014 Casa Valentina – toneelstuk – als Albert / Bessie
- 2003-heden Wicked – musical - als The Wonderful Wizard of Oz (understudy)
- 1997-1998 Ivanoc – toneelstuk – als Mikhail Borkin
- 1996-heden Chicago – musical – als Arnos Hart (understudy)
- 1991 La Bête – toneelstuk – als Valere (nominatie Tony Award in de categorie Beste Acteur in een Toneelstuk)

- Bibsys: 7013832
- Bibliothèque nationale de France: cb13979149c (data)
- Gemeinsame Normdatei: 110440575X
- International Standard Name Identifier: 0000 0000 4419 8785
- Library of Congress Control Number: no2005085767
- Nederlandse Thesaurus van Auteursnamen: 147342287
- Système universitaire de documentation: 08526640X
- Virtual International Authority File: 53887468
- WorldCat: E39PBJyMbgdGGYc47p7xPTpVmd